# Tour des Flandres 1991
La 75e édition du Tour des Flandres a eu lieu le 7 avril 1991 et a été remportée par le Belge Edwig Van Hooydonck.
La course disputée sur un parcours de 261 kilomètres est l'une des manches de la Coupe du monde de cyclisme sur route 1991.

## Classement
| #  | Coureur             | Équipe                |    | Temps           |
| -- | ------------------- | --------------------- | -- | --------------- |
| 1  | Edwig Van Hooydonck | Buckler-Colnago-Decca | en | 7 h 02 min 00 s |
| 2  | Johan Museeuw       | Lotto                 |    | 45 s            |
| 3  | Rolf Sørensen       | Ariostea              |    | 45 s            |
| 4  | Rolf Gölz           | Ariostea              |    | 45 s            |
| 5  | Frans Maassen       | Buckler-Colnago-Decca |    | 1 min 43 s      |
| 6  | Marc Madiot         | RMO                   |    | 1 min 48 s      |
| 7  | Jesper Skibby       | TVM-Sanyo             |    | 1 min 48 s      |
| 8  | Franco Ballerini    | Del Tongo             |    | 1 min 48 s      |
| 9  | Laurent Jalabert    | Toshiba               |    | 1 min 48 s      |
| 10 | Marc Sergeant       | Panasonic-Sportlife   |    | 1 min 48 s      |